# Freyella giardi
Freyella giardi is een zeester uit de familie Freyellidae.
De wetenschappelijke naam van de soort werd in december 1908 gepubliceerd door René Koehler. De soort is vernoemd naar de Franse zoöloog Alfred Giard, overleden in augustus 1908.